# Apeler See
Der Apeler See ist ein künstlicher See in der Gemeinde Schiffdorf, Landkreis Cuxhaven, Niedersachsen. Er liegt etwa 1 km südöstlich von Bremerhaven an der Bahnlinie nach Bremervörde. Der See entstand Anfang der 1970er Jahre, als zur Sandgewinnung im Rahmen des Autobahnbaus (Strecke Bremen – Cuxhaven) der hier unter dem ehemaligen Moor befindliche Sand aus eiszeitlichen Ablagerungen für das Autobahnbett verwendet wurde. Vorher lagen hier Weideflächen der Bauernhöfe des Dorfes Apeler.
Der etwa 30 ha große See wird vom Angelsportverein Bremerhaven-Unterweser e.V. als Angelgewässer genutzt. Auch als Badesee ist der Apeler See bekannt, Nacktbaden ist üblich. Die Badegewässerqualität wird jedoch nicht offiziell überwacht.